# Przykuna
Przykuna [pronunciación en polaco: /pʂɨˈkuna/] (en alemán: Buchwald) es un Asentamiento ubicado en el distrito administrativo de Gmina Bierzwnik, dentro del Condado de Choszczno, Voivodato de Pomerania Occidental, en el norte de Polonia occidental. Se encuentra aproximadamente a 5 kilómetros al noroeste de Bierzwnik, a 19 kilómetros al sureste de Choszczno, y a 80 kilómetros al sureste de la capital regional Szczecin.